# Listă de compozitori de muzică cultă: M

## Ma
- Guillaume de Machaut (în jur de 1300 - 1377)
- Edward MacDowell (1861 - 1908)
- James MacMillan (n. 1959)
- Bruno Maderna (1920 - 1973)
- Leevi Madetoja (1887 - 1947)
- Albéric Magnard (1865 - 1914)
- Antoine Mahault (în jur de 1710 - după 1760)
- Gustav Mahler (1860 - 1911)
- Alma Mahler-Werfel (1879 - 1964)
- Florian Magnus Maier (n. 1973)
- Giorgio Mainerio (1535 - 1582)
- Nina Makarowa (1908 - 1976)
- Daan Manneke (n. 1939)
- Edgar Mann (n. 1961)
- Myriam Marbé (1931 - 1997)
- Johann Mattheson (1681 - 1764)
- Fred Malige (1895 - 1985)
- Gian Francesco Malipiero (1882 - 1974)
- Francesco Mancini (1672 - 1739)
- Henry Mancini (1924 - 1994)
- Eusebie Mandicevschi (1857 - 1929
- Gheorghe Mandicevschi (1870 - 1907)
- Francesco Manfredini (cca. 1680 - 1748)
- Dietrich Manicke (n. 1923)
- Marin Marais (1656 - 1728)
- Benedetto Marcello (1686 - 1739)
- Czeslaw Marek (1891 - 1985)
- Luca Marenzio (1553 - 1599)
- Igor Markevitch (1912 - 1983)
- Antoine François Marmontel (1816 - 1898)
- Heinrich Marschner (1795 - 1861)
- Frank Martin (1890 - 1974)
- Giovanni Battista Martini (1706 - 1784)
- Johannes Martini (cca. 1440 - 1497)
- Bohuslav Martinů (1890 - 1959)
- Giuseppe Martucci (1856 - 1909)
- Adolf Bernhard Marx (1795 - 1866)
- Karl Marx (1897-1985)
- Pietro Mascagni (1863 - 1945)
- Florentio Maschera (1540 - 1584)
- Michele Mascitti (1663 - 1760)
- Jules Massenet (1842 - 1912)
- Alexei Matschawariani (1913 - 1995)
- Nicola Matteis (cca. 1675)
- Johann Mattheson (1681 - 1764)
- Siegfried Matthus (n. 1934)
- Simon Mayr (1763 - 1845)
- Alberich Mazak (1609 - 1661)

## Me
- Nikolai Medtner (1880 - 1951)
- Étienne-Nicolas Méhul (1763 - 1817)
- Jakob Meiland (1542 - 1577)
- Joseph Meißner (1725 - 1795)
- Juli Meitus (1903 - 1997)
- Arne Mellnäs (1933 - 2002)
- Felix Mendelssohn Bartholdy (1809 - 1847)
- Gian Carlo Menotti (n. 1911)
- Saverio Mercadante (1795 - 1870)
- Max Méreaux (n. 1946)
- Aarre Merikanto (1893 - 1958)
- Usko Meriläinen (1930 - 2004)
- Claudio Merulo (1533 - 1604)
- André Messager (1853 - 1929)
- Olivier Messiaen (1908 - 1992)
- Ernst Hermann Meyer (1905 - 1988)
- Giacomo Meyerbeer (1791 - 1864)
- Michel Meynaud (n. 1950)

## Mi
- Adam Václav Michna z Otradovic (1600-1676)
- Wilhelm Middelschulte (1863-1943)
- Darius Milhaud (1892 - 1974)
- Juri Miljutin (1903 - 1968)
- Karl Millöcker (1842 - 1899)
- Ronaldo Miranda (* 1948)
- Nikolai Mjaskowski (1881 - 1950)

## Mo
- Jacques Moderne (prima jum. a sec. XVI)
- Boris Mokroussow (1909 - 1968)
- Wilhelm Bernhard Molique (1802 - 1869)
- Johann Melchior Molter (1696 - 1765)
- Federico Mompou (1893 - 1987)
- Alonso de Mondejar (sec. XV)
- Jean Cassanea de Mondonville (1711 - 1772)
- Stanislaw Moniuszko (1819 - 1872)
- Matthias Georg Monn (1717 - 1750)
- Bartolomeo Montalbano (cca. 1600 - 1651)
- Claudio Monteverdi (1567 - 1643)
- Emil Monția (1882 - 1965)
- Giacomo Monzino (1772 - 1854)
- Cristóbal de Morales (în jur de 1500 - 1553)
- Thomas Morley (în jur de 1557 - 1602)
- Luigi Morleo (n. 1970)
- Igor Morosow (1913 - 1970)
- Ennio Morricone (n. 1928)
- Robert Morton (cca. 1430 - 1476)
- Ignaz Moscheles (1794 - 1870)
- Mihály Mosonyi (1815 - 1870)
- Moritz Moszkowski (1854 - 1925)
- Alexander Moyzes (1906 - 1984)
- Franz Xaver Mozart (1791 - 1844)
- Leopold Mozart (1719 - 1787)
- Wolfgang Amadeus Mozart (1756 - 1791)

## Mu
- Weli Muchatow (* 1916)
- August Eberhard Müller (1767 - 1817)
- Josef Ivar Müller (1892 - 1969)
- Johann Gottfried Müthel (1718 sau 1720 - 1790)
- Georg Muffat (1653 - 1704)
- Philemon Mukarno (* 1968)
- Detlev Müller-Siemens (* 1957)
- Wano Muradeli (1908 - 1970)
- Franz Xaver Murschhauser (1663 - 1738)
- Gavriil Musicescu (1847 - 1903)
- Modest Musorgski (1839 - 1881)

## My
- Josef Mysliveček (1737 - 1781)